# Norwegische Badmintonmeisterschaft 1971
Die Norwegische Badmintonmeisterschaft 1971 fand Ende März 1971 in der Skøyenhallen in Oslo statt. Es war die 27. Austragung der nationalen Meisterschaften von Norwegen im Badminton.	

## Finalergebnisse
| Disziplin    | Sieger                              | Finalist                        | Ergebnis |
| ------------ | ----------------------------------- | ------------------------------- | -------- |
| Herreneinzel | Hans Sperre                         | Harald Nettli                   | 2:1      |
| Dameneinzel  | Kari Histøl                         | Elisabeth Sommerfeldt           | 2:0      |
| Herrendoppel | Jan Holtnæs Pål Øian                | Arne Hagene Erik Linderoth      | 2:1      |
| Damendoppel  | Kari Histøl Wenche Tønnesen         | Inger Mette Bjørvik Bodil Bugge | 2:0      |
| Mixed        | Harald Nettli Elisabeth Sommerfeldt | Hans Sperre Inger Mette Bjørvik | 2:1      |